# Aguja wielka
Aguja wielka, aguja (Geranoaetus melanoleucus) – gatunek dużego ptaka drapieżnego z rodziny jastrzębiowatych (Accipitridae), zamieszkujący Amerykę Południową. Nie jest zagrożony wyginięciem.

## Podgatunki i zasięg występowania
Aguja wielka zamieszkuje w zależności od podgatunku:
- G. melanoleucus australis – Andy od zachodniej Wenezueli po Ziemię Ognistą
- G. melanoleucus melanoleucus – południowa i wschodnia Brazylia, Paragwaj, północno-wschodnia Argentyna i Urugwaj.

## Morfologia

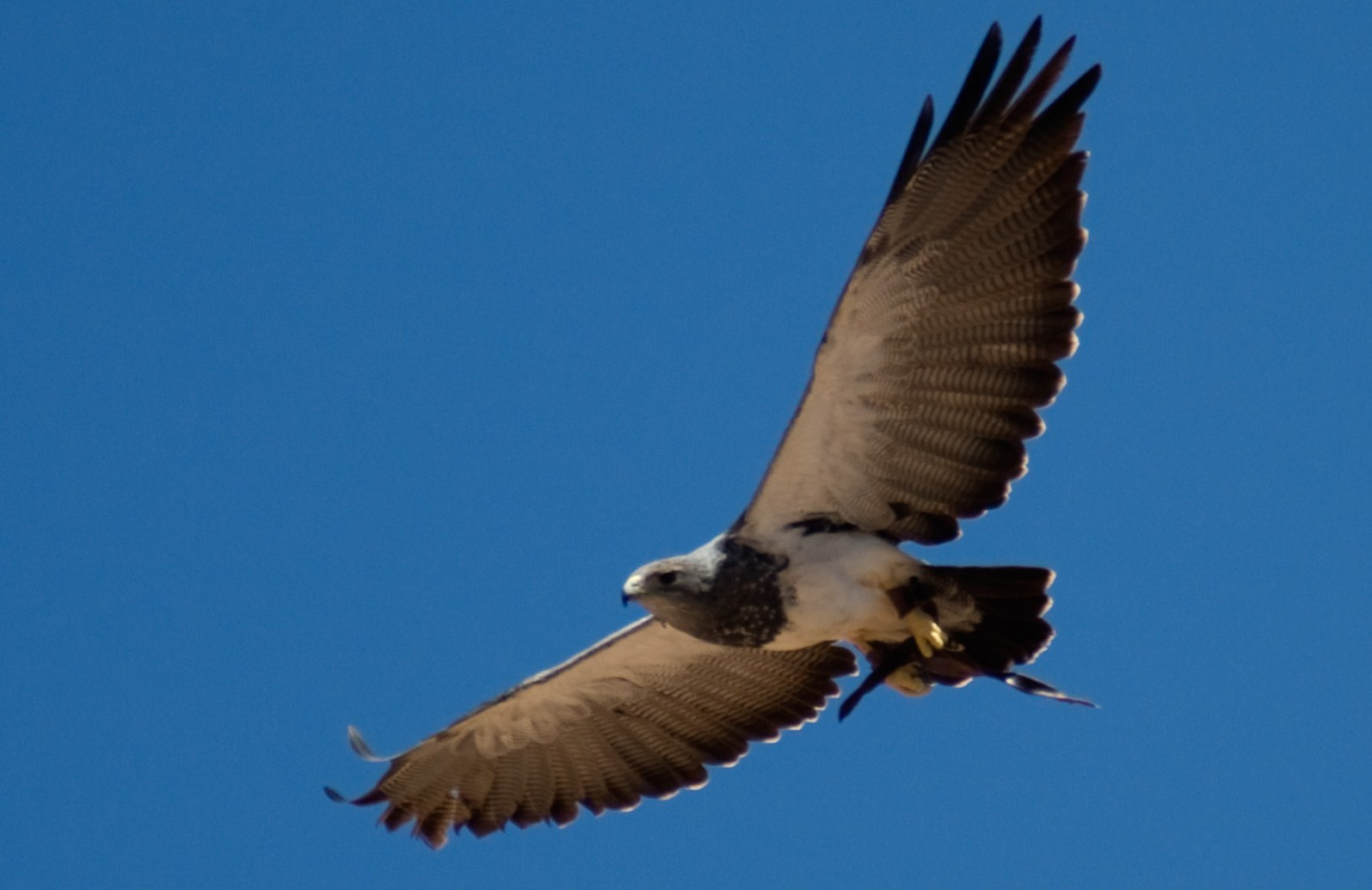
Aguja wielka w locie

WyglądGrzbiet i wierzch skrzydeł stalowoszary, spód jasny z drobnym prążkowaniem. Zewnętrzne części spodu skrzydeł szare. Nogi żółte, dziób żółty z czarnym końcem.
Wymiary średniedł. ciała ok. 60–70 cm
rozpiętość skrzydeł ok. 190 cm

## Ekologia i zachowanie
BiotopTereny otwarte, w górach do 4500 m n.p.m.
GniazdoUmieszczone np. na dachu budynku mieszkalnego lub gospodarczego, w ruinach wysokich budynków, na nieczynnych kominach fabrycznych oraz na wysokich drzewach w bezpośredniej bliskości siedzib ludzkich.
JajaW ciągu roku wyprowadza jeden lęg, składając 2–3 jaja.
WysiadywanieJaja wysiadywane są przez okres około 25 dni przez obydwoje rodziców. Pisklęta opuszczają gniazdo po około 60 dniach.
PożywienieDrobne kręgowce.

## Status
Międzynarodowa Unia Ochrony Przyrody (IUCN) uznaje aguję wielką za gatunek najmniejszej troski (LC – least concern) nieprzerwanie od 1988 roku. Trend liczebności populacji uznawany jest za stabilny.